# Symfonie nr. 9 (Mjaskovski)
Nikolaj Mjaskovski componeerde zijn Symfonie nr. 9 in e-mineur in 1926-1927. Deze symfonie maakt deel uit van de historische drie symfonieën, symfonie nr. 8, deze negende en de tiende.
Zij is geschreven in een tijd waarin experimentele muziek nog mogelijk was binnen de Sovjet-Unie. Mjaskovski was echter niet zo vooruitstrevend in zijn muziek en kwam met een mix van modernisme en traditie. De symfonie is er een van herhaling van thema's en echo. Deel 1 begint als een stemmig romantisch muziekwerk. Deel 2 bevat een rijkdom aan orkestratie met zijn geluidscollage. Deel 3 is het meest experimenteel; passages komen en gaan en worden afgewisseld met een soort pulsen die weg echoën. In deel 4 komen deze pulsen nog even terug, maar Mjaskovski keert met dit deel voornamelijk terug naar het eerste deel.
Het zou kunnen dat ook Mjaskovski aan het 9e Symfonie-syndroom leed. Hij was niet zeer tevreden over deze symfonie, die hij een 'symfonisch intermezzo' noemde. "Het is geen symfonie en geen suite, maar als je me eerlijk vraagt, weet ik 't niet". Het werk ging op 28 april 1928 in Moskou in première door het Orkest van het Theater van de Revolutie onder leiding van Konstantin Saradzjev, hoewel het was opgedragen aan een andere dirigent, Nikolaj Malko. Ook de uitvoering stemde Mjaskovski niet vrolijk. Hij noteerde in zijn dagboek: "Saradzjev voerde de Negende symfonie uit - onbelangrijk. Men zal een paar veranderingen moeten aanbrengen".  Hij concipieerde de Negende 'tussendoor' tijdens het werk aan de duisterder 10e symfonie, die veel meer voor hem betekende. Daarna was het een aantal jaren stil voor wat betreft zijn symfonieën. Uiteindelijk kwam hij tot 27 stuks.

## Delen
1. Andante sostenuto
2. Presto
3. Lento molto
4. Allegro con grazia

## Discografie
- Academisch Symfonieorkest van de Russische Federatie o.l.v. Jevgeni Svetlanov (Olympia OCD 739 / Russian Disc RDCD 00654 / Warner 2564 69689-8)
- BBC Philharmonic o.l.v. Sir Edward Downes (Marco Polo 8.223499)

Symfonie nr. 1 · 2 · 3 · 4 · 5 · 6 · 7 · 8 · 9 · 10 · 11 · 12 · 13 · 14 · 15 · 16 · 17 · 18 · 19 · 20 · 21 · 22 · 23 · 24 · 25 · 26 · 27